# Lydian (lettertype)
Lydian is een lettertype ontworpen in 1938 door Warren Chappell voor American Type Founders.
Hoewel de uitgehaalde vormen van de letters, met name 'C' 'G' 'O' en 'Q' doen denken aan kalligrafisch schrift, wordt Lydian geclassificeerd als schreefloos lettertype.
Het is beschikbaar in 'bold' (vet), 'italic' (cursief) en 'condensed' (smal). 
Het originele gegoten lettertype bevatte een alternatieve hoofdletter 'A' met een dwarsbalk en de originele cursieve tekenset bevatte uithangende cijfers.
Een U.S. patent (#116,996) op het ontwerp werd aangevraagd op 11 januari 1939 en afgegeven op 3 oktober 1939.